# Чериньяле
Чериньяле (итал. Cerignale) —  коммуна в Италии, располагается в регионе Эмилия-Романья, в провинции Пьяченца.
Население составляет 179 человек (2008 г.), плотность населения составляет 6 чел./км². Занимает площадь 31 км². Почтовый индекс — 29020. Телефонный код — 0523.
Покровителем коммуны почитается святой Лаврентий, празднование 10 августа.

## Демография
Динамика населения:

## Администрация коммуны
- Официальный сайт: https://web.archive.org/web/20060903034112/http://www.comune-cerignale-pc.it/